# جائزة نوبل
جائزة نوبل (بالسويدية: Nobelpriset؛ بالنرويجية: Nobelprisen) هي مجموعة من الجوائز الدولية السنوية الممنوحة في عدة فئات من قبل مؤسسات سويدية ونرويجية تقديراً للإنجازات الأكاديمية أو الثقافية أو العلمية. الأب الروحي لجائزة نوبل هو الصناعي السويدي ومخترع الديناميت، ألفريد نوبل، إذ قام السويدي نوبل بالمصادقة على الجائزة السنوية في وصيته التي وثّقها في (النادي السويدي - النرويجي) في 27 نوفمبر 1895. وقد مُنحت جوائز نوبل في الكيمياء والأدب والسلام والفيزياء وعلم وظائف الأعضاء أو الطب لأول مرة في عام 1901. وعلى نطاق واسع تعتبر جوائز نوبل من أكثر الجوائز المرموقة الممنوحة في مجالات تخصصها.
في عام 1968، أنشأ البنك المركزي السويدي (Sveriges Riksbank)، جائزة في العلوم الاقتصادية لإحياء ذكرى ألفريد نوبل. تستند الجائزة إلى تبرع تلقته مؤسسة نوبل في عام 1968 من البنك المركزي السويدي بمناسبة الذكرى الثلاثمئة للبنك. مُنحت الجائزة الأولى في العلوم الاقتصادية إلى ركنر فرش ويان تينبرغن في عام 1969. تُمنح جائزة العلوم الاقتصادية من قبل الأكاديمية الملكية السويدية للعلوم وفقًا لنفس الأُسُس المتبعة في منح جوائز نوبل منذ عام 1901. ومع ذلك، بما أنها ليست إحدى الجوائز التي ضمنها ألفريد نوبل في وصيته عام 1895، فهي ليست جائزة نوبل.
تمنح الأكاديمية الملكية السويدية للعلوم جائزة نوبل في الكيمياء، وجائزة نوبل في الفيزياء، وجائزة سفيرغيز ريسكبانك في العلوم الاقتصادية، بينما تمنح جمعية نوبل في معهد كارولينسكا جائزة نوبل في علم وظائف الأعضاء أو الطب، وتمنح الأكاديمية السويدية جائزة نوبل في الأدب، في حين تمنح اللجنة النرويجية لجائزة نوبل جائزة نوبل للسلام.
بين عامي 1901 و2019، مُنحت جوائز نوبل (وجوائز العلوم الاقتصادية من عام 1969 فصاعدًا) 597 مرة إلى 950 شخصًا ومنظمة. مع حصول البعض على جائزة نوبل أكثر من مرة، فإن هذا يجعل إجمالي الحاصلين على جائزة نوبل 27 منظمة و908 فرداً. تقام احتفالات توزيع الجوائز سنويًا في مدينة ستوكهولم، السويد (باستثناء حفل جائزة نوبل للسلام، الذي يقام في مدينة أوسلو، النرويج). يحصل كل مستلم (يُعرف باسم «لوريت» (laureate) أي بمعنى «الحائز على الجائزة») على ميدالية ذهبية وشهادة ومبلغ من المال تحدده مؤسسة نوبل. (اعتبارًا من عام 2020، تبلغ قيمة كل جائزة 9 ملايين كرونة سويدية، أو حوالي 935,366 دولارًا أمريكيًا أو 848,678 يورو أو 716,224 جنيهًا إسترلينيًا). وكانت الميداليات التي قدمت قبل عام 1980 تصك بذهب عيار 23 قيراط، أما اليوم فتصنع الميداليات بالذهب الأخضر عيار 18 قيراط مطلي بذهب عيار 24 قيراط.
لا تُمنح الجائزة بعد الوفاة؛ ومع ذلك، إذا حصل شخص على جائزة وتوفي قبل استلامها، فقد تظل الجائزة مقدمة له. كما لا يتم تقاسم الجائزة بين أكثر من ثلاثة أفراد، على الرغم من أنه يمكن منح جائزة نوبل للسلام لمنظمات تضم أكثر من ثلاثة أشخاص. ولا يتم الإعلان عن المرشحين السابقين والذين لم يتم اختيارهم لنيل الجائزة إلا بعد مرور خمسين عاما من تاريخ ترشحهم.

## التاريخ

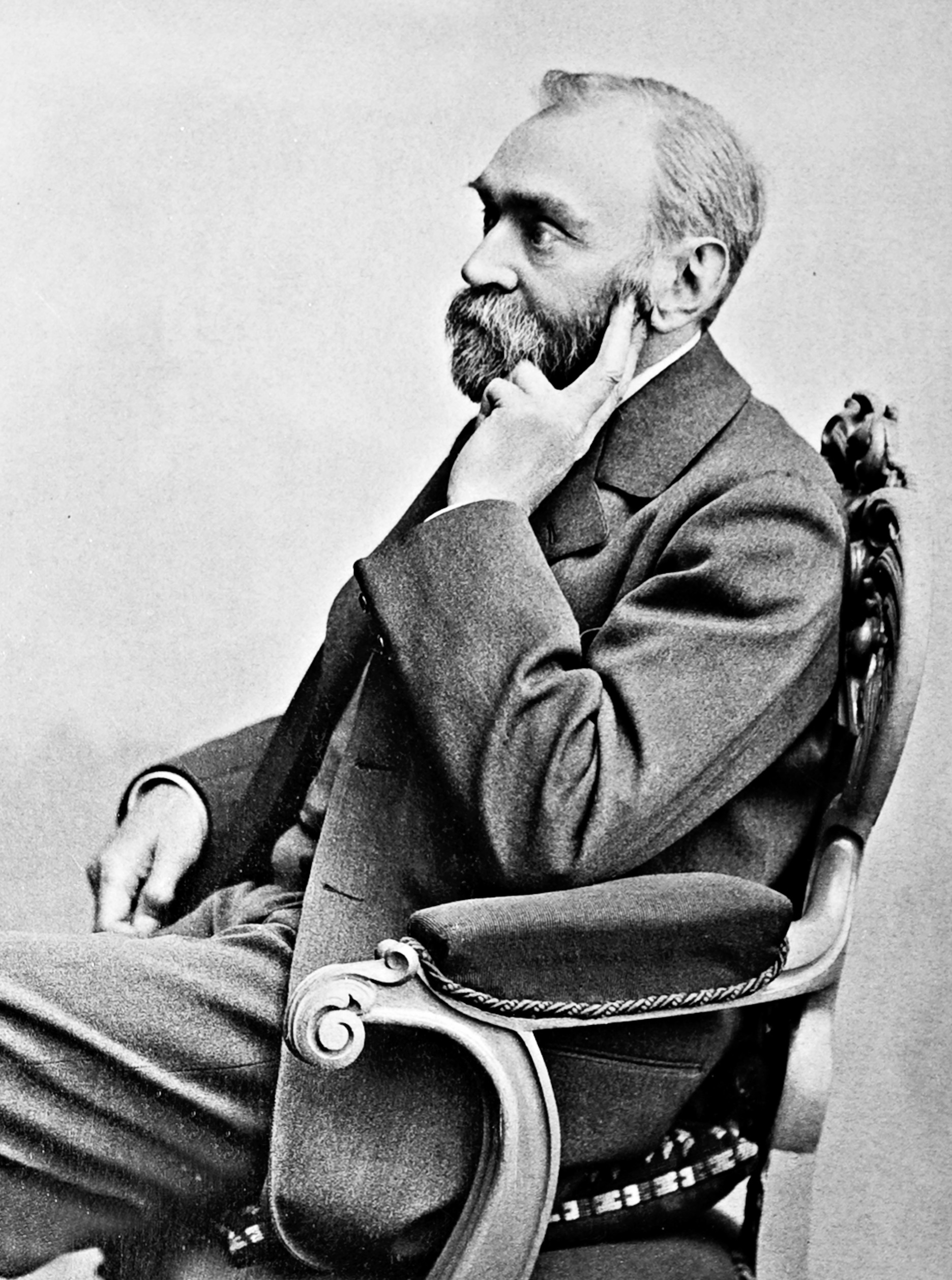
تفاجئ ألفريد نوبل مفاجأة غير سارة عندما قرأ نعيه الخاص في إحدى الصحف الفرنسية، والذي كان بعنوان "تاجر الموت مات".

ولد ألفريد نوبل بتاريخ 21 أكتوبر 1833 في ستوكهولم بالسويد، لعائلة من المهندسين. كان كيميائيًا ومهندسًا ومخترعًا. في عام 1894، اشترى نوبل مصنع بوفورز للحديد والصلب، والذي جعله مصنعًا رئيسيًا للأسلحة. كما اخترع نوبل الباليستيت (Ballistite). كان هذا الاختراع مقدمة للعديد من المتفجرات العسكرية غير المدخِّنة، وخاصةً مسحوق الكوردايت غير المدخِّن البريطاني. نتيجة لادعاءات براءة الاختراع الخاصة به، تورط نوبل في نهاية المطاف في دعوى قضائية لانتهاك براءة اختراع الكوردايت. جمع نوبل ثروة خلال حياته، حيث أتت معظم ثروته من 355 اختراعًا، أشهرها الديناميت.
في عام 1888 توفي لودفيغ شقيق ألفرد نوبل أثناء زيارة لمدينة كان وقامت صحيفة فرنسية بنشر نعي لألفرد نوبل بدلاً من شقيقه عن طريق الخطأ. تضمن النعي تنديد به لاختراعه الديناميت، وتمت كتابة النعي بعنوان «تاجر الموت مات». شعر نوبل بخيبة أمل مما قرأه وارتابه القلق بشأن ذكراه بعد موته بنظر الناس، فألهمه هذا لتغيير وصيته. في 10 ديسمبر 1896، توفي ألفريد نوبل عن عمر 63 سنة في فيلته في سان ريمو، إيطاليا، بسبب نزيف دماغي.
كتب نوبل عدة وصايا خلال حياته. آخر وصية له كان قد كتبها قبل وفاته بحوالي أكثر من سنة، ووقعها في النادي السويدي النرويجي في باريس في 27 نوفمبر 1895. حددت وصية نوبل الأخيرة أن ثروته ستستخدم لإنشاء سلسلة من الجوائز لمن يمنحون «أعظم فائدة للبشرية» في الفيزياء والكيمياء وعلم وظائف الأعضاء أو الطب والأدب والسلام. ترك نوبل 94٪ من إجمالي أصوله، أي 31 مليون كرونة سويدية (حوالي 186 مليون دولار أمريكي، 150 مليون يورو في عام 2008)، لتأسيس جوائز نوبل الخمس. بسبب الشكوك المحيطة بالوصية، لم تتم الموافقة عليها من قبل البرلمان النرويجي حتى 26 أبريل 1897. شكّل منفذا الوصية، راجنار سولمان ورودولف ليلجيكويست، مؤسسة نوبل لرعاية الثروة وتنظيم منح الجوائز.
عينت تعليمات نوبل اللجنة النرويجية لجائزة نوبل لمنح جائزة السلام، تم تعيين أعضائها بعد وقت قصير من الموافقة على الوصية في أبريل 1897. بعد ذلك بوقت قصير، تم تعيين المنظمات الأخرى المانحة للجوائز. وهذه المنظمات هي معهد كارولينسكا في 7 يونيو، والأكاديمية السويدية في 9 يونيو، والأكاديمية الملكية السويدية للعلوم في 11 يونيو. توصلت مؤسسة نوبل إلى اتفاق حول المبادئ التوجيهية لكيفية منح الجوائز؛ وفي عام 1900م، أصدر الملك أوسكار الثاني النظام الأساسي الجديد لمؤسسة نوبل. في عام 1905م، تم حل الاتحاد بين السويد والنرويج.

### مؤسسة نوبل

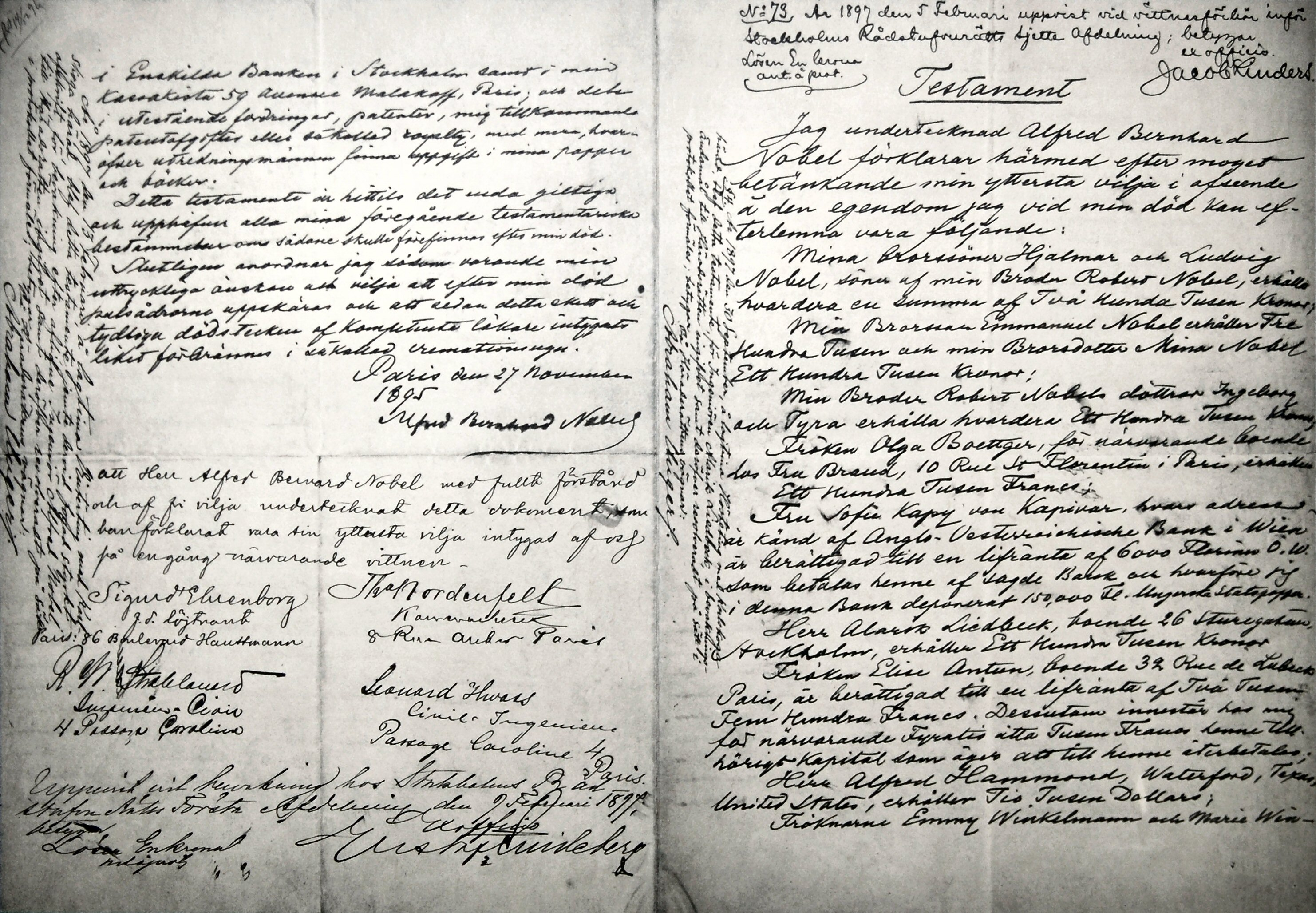
نصت وصية ألفريد نوبل على أنه يجب استخدام 94٪ من إجمالي أصوله لتأسيس جوائز نوبل.

وفقًا لوصيته التي تمت قراءتها في ستوكهولم في 30 ديسمبر 1896، فإن المؤسسة التي أنشأها ألفريد نوبل ستكافئ أولئك الذين يخدمون الإنسانية. تم تمويل جائزة نوبل من ثروة ألفريد نوبل الشخصية. وفقًا للمصادر الرسمية، فقد ورّث ألفريد نوبل 94٪ من ثروته لمؤسسة نوبل التي تشكل الآن القاعدة الاقتصادية لجائزة نوبل.
تأسست مؤسسة نوبل كمنظمة خاصة في 29 يونيو 1900. وتتمثل مهمتها في إدارة الشؤون المالية وإدارة جوائز نوبل. وفقًا لوصية نوبل، تتمثل المهمة الأساسية للمؤسسة في إدارة الثروة التي تركها نوبل. كان روبرت ولودفيغ نوبل يعملون في مجال النفط في أذربيجان، ووفقًا للمؤرخ السويدي إي. بارجنغرن، الذي وصل إلى أرشيف عائلة نوبل، كان هذا القرار «بالسماح بسحب أموال ألفريد نوبل من باكو هو العامل الحاسم الذي مكّن من تأسيس جوائز نوبل». ومهمة هامة أخرى لمؤسسة نوبل هي تسويق الجوائز دوليًا والإشراف على الإدارة غير الرسمية المتعلقة بالجوائز. لا تشارك المؤسسة في عملية اختيار الحائزين على جائزة نوبل. من نواحٍ عديدة، تشبه مؤسسة نوبل شركة الاستثمار، من حيث أنها تستثمر أموال نوبل لإنشاء قاعدة تمويل متينة للجوائز والأنشطة الإدارية. مؤسسة نوبل معفاة من جميع الضرائب في السويد (منذ عام 1946) ومن ضرائب الاستثمار في الولايات المتحدة (منذ عام 1953). منذ الثمانينيات، أصبحت استثمارات المؤسسة أكثر ربحاً واعتبارًا من 31 ديسمبر 2007، بلغت الأصول التي تسيطر عليها مؤسسة نوبل 3.628 مليار كرونة سويدية (حوالي 560 مليون دولار أمريكي).
وفقًا للنظام الأساسي، تتكون المؤسسة من مجلس إدارة مكون من خمسة مواطنين سويديين أو نرويجيين، ومقرها في ستوكهولم. يتم تعيين رئيس مجلس الإدارة من قبل الملك السويدي في المجلس، ويتم تعيين الأعضاء الأربعة الآخرين من قبل أمناء المؤسسات المانحة للجوائز. يتم اختيار المدير التنفيذي من بين أعضاء مجلس الإدارة، ويتم تعيين نائب المدير من قبل الملك في المجلس، ويتم تعيين نائبين من قبل الأمناء. ومع ذلك، منذ عام 1995م، تم اختيار جميع أعضاء مجلس الإدارة من قبل الأمناء، وتم تعين المدير التنفيذي ونائب المدير من قبل المجلس نفسه. بالإضافة إلى مجلس الإدارة، تتكون مؤسسة نوبل من المؤسسات المانحة للجوائز (الأكاديمية الملكية السويدية للعلوم، وجمعية نوبل في معهد كارولينسكا، والأكاديمية السويدية، واللجنة النرويجية لجائزة نوبل)، وأمناء هذه المؤسسات، ومدققو الحسابات.

#### رأس مال وتكاليف المؤسسة
يتم استثمار رأس مال مؤسسة نوبل اليوم بنسبة 50٪ في الأسهم و 20٪ في السندات و 30٪ في الاستثمارات الأخرى (مثل صناديق التحوط أو العقارات). يمكن أن يختلف التوزيع بنسبة 10 بالمائة. في بداية عام 2008م، تم استثمار 64٪ من الأموال بشكل رئيسي في الأسهم الأمريكية والأوروبية، و 20٪ في السندات، بالإضافة إلى 12٪ في العقارات وصناديق التحوط.
في عام 2011م، بلغ إجمالي التكلفة السنوية حوالي 120 مليون كرونة، منها 50 مليون كرونة مُنحت كجائزة مالية. كانت التكاليف الإضافية للدفع للمؤسسات والأشخاص المشاركين في منح الجوائز 27.4 مليون كرونة. تكلف الأحداث خلال أسبوع نوبل في ستوكهولم وأوسلو 20.2 مليون كرونا. بلغت تكاليف الإدارة وندوة نوبل وما شابه ذلك 22.4 مليون كرونة. يتم دفع تكلفة جائزة العلوم الاقتصادية البالغة 16.5 مليون كرونة من قبل البنك السويد المركزي.

### الجوائز الأولى

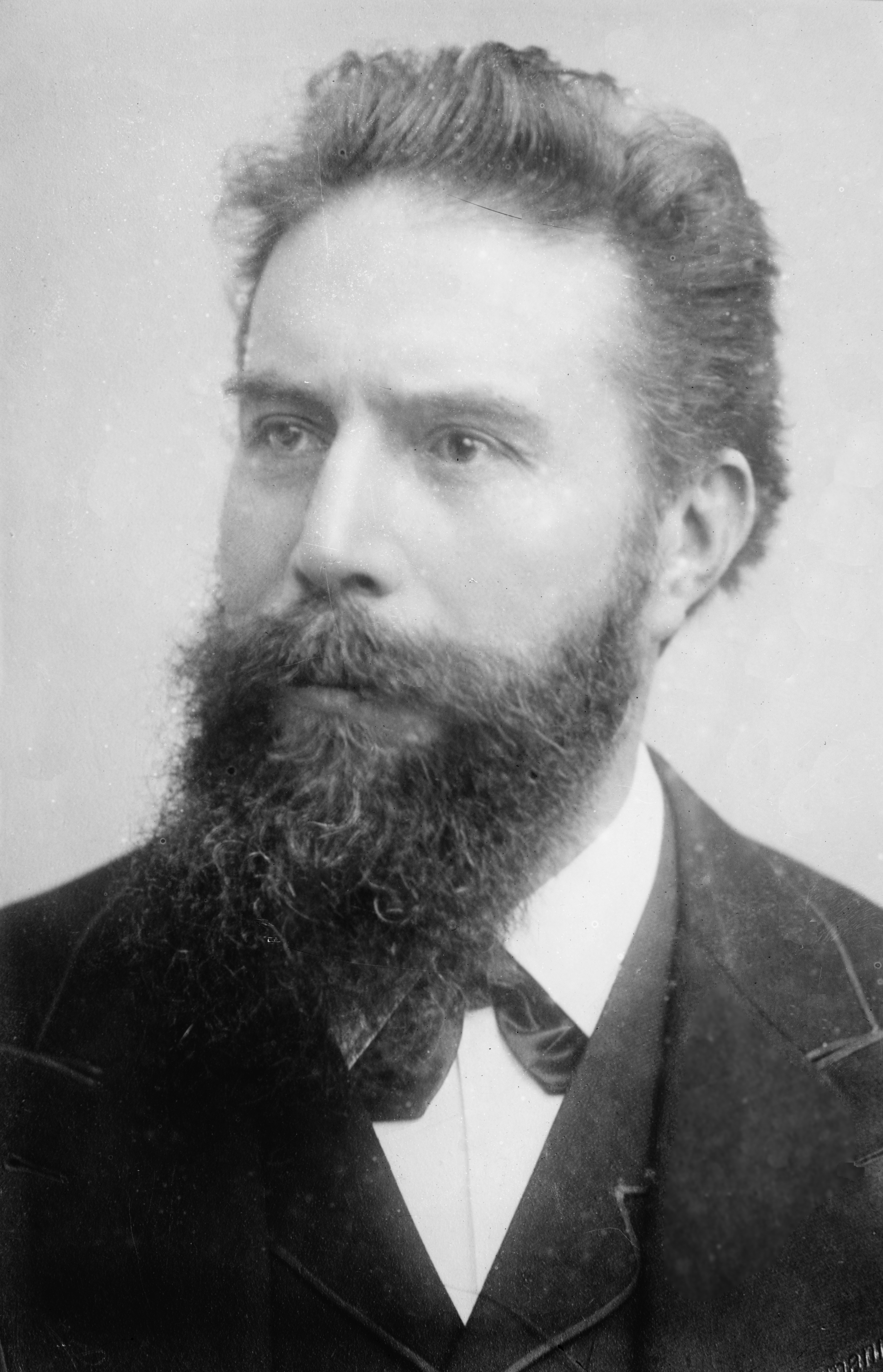
حصل فيلهلم رونتجن على جائزة نوبل الأولى في الفيزياء لاكتشافه الأشعة السينية.

بمجرد أن تم إقامة مؤسسة نوبل واستكمال مبادئها التوجيهية، بدأت لجان نوبل في جمع الترشيحات للجوائز الافتتاحية. بعد ذلك، أرسلوا قائمة بالمرشحين الأوليين إلى المؤسسات المانحة للجوائز.
تضمنت القائمة المختصرة لجائزة نوبل للفيزياء ويلهلم رونتجن لاكتشافه الأشعة السينية وفيليب لينارد لعمله على الأشعة المهبطية. اختارت أكاديمية العلوم رونتجن للحصول على الجائزة. في العقود الأخيرة من القرن التاسع عشر، قدم العديد من الكيميائيين مساهمات كبيرة. وهكذا، مع جائزة نوبل للكيمياء ما كان على الاكاديمية الا تحديد الترتيب الذي ينبغي ان يمنح به هؤلاء العلماء الجائزة. تلقت الأكاديمية 20 ترشيحًا، أحد عشر منهم لياكوبس فانت هوف. حصل فانت هوف على الجائزة لمساهماته في الديناميكا الحرارية الكيميائية.
اختارت الاكاديمية السويدية الشاعر سولي برودوم للفوز بأول جائزة نوبل في الأدب. تظاهرت مجموعة من 42 كاتباً وفناناً وناقداً ادبياً سويدياً ضد هذا القرار، بعد ان توقعوا منح الجائزة للروائي ليو تولستوي. البعض، مثل بيرتون فيلدمان انتقدوا هذا الاختيار لانهم اعتبروا برودوم شاعراً عادياً. يفسر فيلدمان فوز برودوم بان معظم أعضاء الاكاديمية يفضلون الأدب الفكتوري وبالتالي اختاروا شاعراً فيكتورياً. أول جائزة نوبل مُنحت في الطب أو علم وظائف الأعضاء كانت من نصيب عالم الأحياء الدقيقة وأخصائي الفسلجة الألماني إميل فون بهرنغ. خلال التسعينات من القرن التاسع عشر طور فون بهرنغ مضاداً للسم لعلاج مرض الدفتيريا (الخناق)، والذي كان حينها يتسبب بوفاة الالاف كل سنة.
مُنحت جائزة نوبل الأولى للسلام للسويسري جان هنري دونانت لدوره في تأسيس الحركة الدولية للصليب الأحمر والشروع في اتفاقية جنيف، بالاشتراك مع داعية السلام الفرنسي فريدريك باسي، مؤسس رابطة السلام والناشط مع جان دونانت في التحالف من أجل النظام والحضارة.

### الحرب العالمية الثانية
في عامي 1938 و1939، منع الرايخ الثالث لأدولف هتلر ثلاث حائزين على جائزة نوبل من ألمانيا (ريشارد كون، أدولف بوتنانت، غرهارت دوماك) من قبول جوائزهم. تمكن كل رجل فيما بعد من استلام الشهادة والميدالية. على الرغم من ان السويد كانت محايدة رسمياً خلال الحرب العالمية الثانية، إلا ان الجوائز مُنحت بشكل غير منتظم. في عام 1939، لم تُمنح جائزة السلام. كما لم تُمنح أي جائزة في أي فئة خلال الفترة من عام 1940 إلى عام 1942، بسبب احتلال ألمانيا للنرويج. في العام التالي، مُنحت جميع الجوائز باستثناء جوائز الادب والسلام.
أثناء احتلال النرويج، فر ثلاثة أعضاء من لجنة نوبل النرويجية إلى المنفى. نجا الأعضاء الباقون من اضطهاد الألمان عندما ذكرت مؤسسة نوبل أن مبنى اللجنة في أوسلو كان ملكية سويدية. وهكذا كانت ملاذًا آمنًا من الجيش الألماني، الذي لم يكن في حالة حرب مع السويد. استمر هؤلاء الأعضاء في عمل اللجنة، لكنهم لم يمنحوا أي جوائز. في عام 1944، حرصت مؤسسة نوبل، مع الأعضاء الثلاثة في المنفى، على تقديم الترشيحات لجائزة السلام ومن إمكانية منحها مرة أخرى.

### جائزة العلوم الاقتصادية
في عام 1968، احتفل بنك السويد المركزي (Sveriges Riksbank) بالذكرى السنوية الثلاثمئة لتأسيسه من خلال التبرع بمبلغ كبير من المال لمؤسسة نوبل لاستخدامه في إنشاء جائزة تكريمية لألفريد نوبل. في العام التالي، مُنحت جائزة سفيرغيز ريسكبانك في العلوم الاقتصادية لإحياء ذكرى ألفريد نوبل لأول مرة. أصبحت الأكاديمية الملكية السويدية للعلوم مسؤولة عن اختيار الفائزين. وكان الفائزان الأولان بجائزة العلوم الاقتصادية هما جان تينبيرجن وراجنار فريش «لقيامهما بتطوير وتطبيق النماذج الديناميكية لتحليل العمليات الاقتصادية». قرر مجلس إدارة مؤسسة نوبل أنه بعد هذه الإضافة، لن يُسمح باستحداث أي جوائز جديدة.

## حفل توزيع الجوائز
أُقيم أوّل احتفال لتقديم جائزة نوبل في الآداب، الفيزياء، الكيمياء، الطب في الأكاديمية الملكية الموسيقية في مدينة ستوكهولم السويدية سنة 1901. وابتداءً من سنة 1902، قام الملك بنفسه بتسليم جائزة نوبل للأشخاص الحائزين عليها. تردّد الملك «أوسكار» الثاني، ملك السويد في بداية الأمر في تسليم جائزة وطنية لغير السويديين، ولكنه تقبّل الوضع فيما بعد لإدراكه لكمية الدعاية العالمية التي ستجنيها السويد.
تُسلّم جوائز نوبل في احتفال رسمي في العاشر من ديسمبر من كل عام على أن تُعلن أسماء الفائزين في شهر أكتوبر من العام نفسه من قِبل اللجان المختلفة والمعنية في تحديد الفائزين لجائزة نوبل. والعاشر من ديسمبر هو يوم وفاة الصناعي السويدي ألفريد نوبل، صاحب جائزة نوبل. وتسلم جائزة نوبل للسلام في مدينة أوسلو (عاصمة النرويج) بينما تسلم الجوائز الأخرى من قبل ملك السويد في مدينة ستوكهولم.

## الجائزة
الجائزة هي عبارة عن شهادة وميدالية ذهبية ومبلغ مالي. منذ سنة 1901 تحددت الجائزة المالية بخمسة ملايين كرونة (ما يعادل مليون دولار). وإذا حصل أكثر من شخص على الجائزة في نفس المجال يتم تقسيم المبلغ عليهم ولا يشترط أن يقسم بالتساوي.
- 1901: 782 150 كرونة سويدية (حوالي 290 17 يورو، 596 22 دولار أمريكي).
- 1994: 000 000 7 كرونة سويدية (حوالي 667 802 يورو، 008 049 1 دولار أمريكي).
- 2000: 000 000 9 كرونة سويدية (حوالي 003 032 1 يورو، 725 348 1 دولار أمريكي).
- 2001: 000 000 10 كرونة سويدية (حوالي 670 146 1 يورو، 583 498 1 دولار أمريكي).
- 2012: 000 000 8 كرونة سويدية (حوالي 336 917 يورو، 597 198 1 دولار أمريكي).
- 2017: 000 000 9 كرونة سويدية (حوالي 417 944 يورو، 892 103 1 دولار أمريكي).[49]

## الترشيح والاختيار
للحصول على جائزة نوبل لابد من الترشيح أولا، ولا يتم الترشيح إلا لأشخاص على قيد الحياة. وحق الترشيح يكون للأشخاص الحاصلين على الجائزة من قبل، كما يكون الحق في الترشيح في مجالات الفيزياء والكيمياء والطب والاقتصاد لأعضاء لجنة نوبل الخاصة بكل مجال ولأكاديمية العلوم ولأساتذة أي من هذه المجالات في جامعات إسكندنافية معينة وكذلك بعض الأشخاص المختارة من أعضاء هيئة التدريس في بعض الجامعات الأخرى. وبالنسبة لجائزة نوبل في الآداب فيمكن تقديم اقتراحات الترشيح من قبل أساتذة الآداب والبحث اللغوي وأعضاء الأكاديمية السويدية والهيئات المشابهة ورئيس رابطة الكُتاب الممثلة. أما اقتراحات الترشيح لجائزة نوبل للسلام فيمكن أن تأتي من أي عضو من أعضاء الحكومات أو إحدى المحاكم الدولية كذلك من أساتذة الجامعة في مجالات العلوم الاجتماعية والتاريخ والفلسفة والحقوق والعلوم الدينية ورؤساء معاهد البحث المتخصصة في مجال السلام أو غيرها من المؤسسات الشبيهة.

## إحصائيات
فاز بجائزة نوبل حتى عام 2018 إلى 27 مؤسسة وهيئة 844 رجلا و49 امرأة (ماري كوري فازتها مرتين بالفيزياء والكيمياء).

### حسب الدول

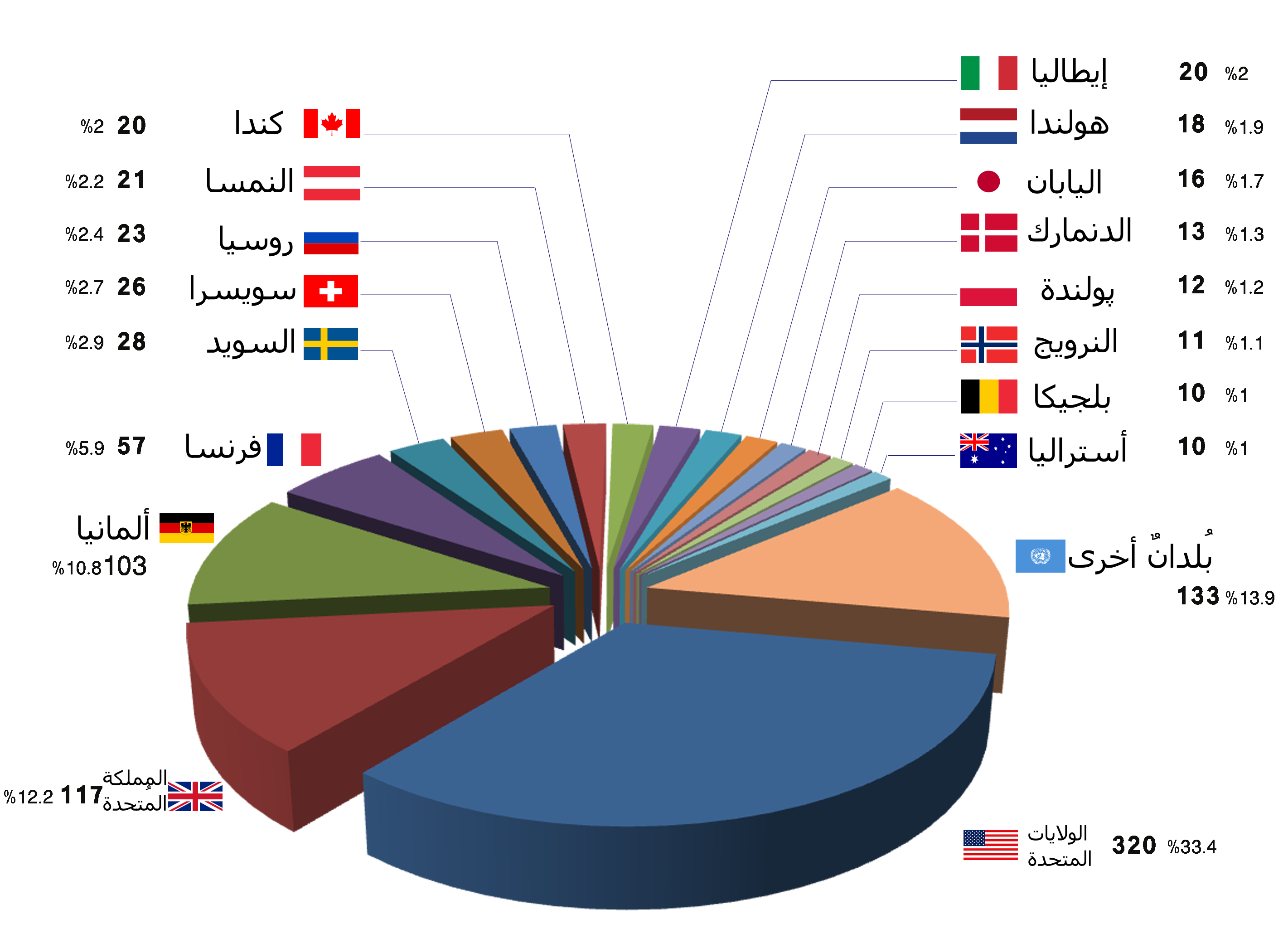
توزيع جوائز نوبل بِحسب البلد. العدد يُمثِّلُ إجمالي عدد الجوائز التي فاز بها هذا البلد دون غيره. أمَّا النسبة فتُمثل إجمالي تلك الجوائز من بين جميع الجوائز التي فازت بها كُل البُلدان.

| مرتبة | الدولة           | جوائز نوبل | عدد السكان (2013) | الحاصلين لعدد السكان/ 10 million |
| ----- | ---------------- | ---------- | ----------------- | -------------------------------- |
| —     | جزر فارو         | 1          | 49,469            | 202.147                          |
| 1     | سانت لوسيا       | 2          | 182,273           | 109.726                          |
| 2     | لوكسمبورغ        | 2          | 530,380           | 37.709                           |
| 3     | سويسرا           | 26         | 8,077,833         | 30.949                           |
| 4     | آيسلندا          | 1          | 329,535           | 30.346                           |
| 5     | السويد           | 32         | 9,571,105         | 30.300                           |
| 6     | الدنمارك         | 13         | 5,619,096         | 24.915                           |
| 7     | النمسا           | 21         | 8,495,145         | 24.720                           |
| 8     | النرويج          | 13         | 5,042,671         | 21.814                           |
| 9     | المملكة المتحدة  | 130        | 65,648,000        | 19.165                           |
| 10    | تيمور الشرقية    | 2          | 1,132,879         | 17.654                           |
| 11    | إسرائيل          | 13         | 7,733,144         | 15.518                           |
| 12    | أيرلندا          | 6          | 4,627,173         | 12.967                           |
| 13    | ألمانيا          | 108        | 82,726,626        | 12.572                           |
| 14    | هولندا           | 21         | 16,759,229        | 11.337                           |
| 15    | الولايات المتحدة | 377        | 320,050,716       | 10.811                           |
| 16    | فرنسا            | 70         | 66,991,000        | 9.177                            |
| 17    | المجر            | 9          | 9,954,941         | 9.041                            |
| 18    | بلجيكا           | 11         | 11,104,476        | 9.005                            |
| —     | [ 55 ]           |            |                   |                                  |
| 19    | قبرص             | 1          | 1,141,166         | 8.763                            |
| 20    | ترينيداد وتوباغو | 1          | 1,341,151         | 7.456                            |
| 21    | فنلندا           | 4          | 5,426,323         | 7.371                            |
| 22    | نيوزيلندا        | 3          | 4,505,761         | 6.658                            |
| 23    | كندا             | 26         | 35,181,704        | 6.253                            |
| 24    | البوسنة والهرسك  | 2          | 3,829,307         | 5.223                            |
| 25    | أستراليا         | 12         | 23,342,553        | 5.141                            |
| 26    | لاتفيا           | 1          | 2,050,317         | 4.877                            |
| 27    | سلوفينيا         | 1          | 2,071,997         | 4.826                            |
| 28    | مقدونيا          | 1          | 2,107,158         | 4.746                            |
| 29    | جمهورية التشيك   | 5          | 10,702,197        | 4.672                            |
| 30    | ليبيريا          | 2          | 4,294,077         | 4.658                            |
| 31    | ليتوانيا         | 1          | 3,016,933         | 3.315                            |
| 32    | إيطاليا          | 20         | 60,990,277        | 3.279                            |
| —     | التبت            | 1          | 3,117,917         | 3.207                            |
| 33    | بولندا           | 14         | 38,216,635        | 3.140                            |
| 34    | كرواتيا          | 2          | 4,289,714         | 2.331                            |
| 35    | فلسطين           | 1          | 4,326,295         | 2.311                            |
| 36    | كوستاريكا        | 1          | 4,872,166         | 2.052                            |
| 37    | جنوب إفريقيا     | 10         | 52,776,130        | 1.895                            |
| 38    | البرتغال         | 2          | 10,608,156        | 1.885                            |
| 39    | اليونان          | 2          | 11,127,990        | 1.797                            |
| 40    | إسبانيا          | 8          | 46,926,963        | 1.705                            |
| 41    | روسيا            | 25         | 146,809,643       | 1.610                            |
| 42    | اليابان          | 27         | 126,420,000       | 1.494                            |
| —     | هونغ كونغ        | 1          | 7,203,836         | 1.388                            |
| 43    | بلغاريا          | 1          | 7,222,943         | 1.384                            |
| 44    | رومانيا          | 3          | 21,698,585        | 1.383                            |
| 45    | غواتيمالا        | 2          | 15,468,203        | 1.293                            |
| 46    | الأرجنتين        | 5          | 41,446,246        | 1.206                            |
| —     | العالم           | 851        | 7,162,119,434     | 1.188                            |
| 47    | تشيلي            | 2          | 17,619,708        | 1.135                            |
| 48    | بيلاروس          | 1          | 9,356,678         | 1.069                            |
| 49    | أذربيجان         | 1          | 9,413,420         | 1.062                            |
| 50    | الجزائر          | 2          | 39,208,194        | 0.510                            |
| 51    | مصر              | 4          | 82,056,378        | 0.487                            |
| 52    | تايوان           | 1          | 23,329,772        | 0.429                            |
| 53    | اليمن            | 1          | 24,407,381        | 0.410                            |
| 54    | غانا             | 1          | 25,904,598        | 0.386                            |
| 55    | بيرو             | 1          | 30,375,603        | 0.329                            |
| 56    | فنزويلا          | 1          | 30,405,207        | 0.329                            |
| 57    | المغرب           | 1          | 33,008,150        | 0.303                            |
| 58    | إيران            | 2          | 81,985,500        | 0.258                            |
| 59    | المكسيك          | 3          | 122,332,399       | 0.245                            |
| 60    | كينيا            | 1          | 44,353,691        | 0.225                            |
| 61    | أوكرانيا         | 1          | 45,238,805        | 0.221                            |
| 62    | كولومبيا         | 1          | 48,321,405        | 0.207                            |
| 63    | كوريا الجنوبية   | 1          | 49,262,698        | 0.203                            |
| 64    | بورما            | 1          | 53,259,018        | 0.188                            |
| 65    | تركيا            | 1          | 74,932,641        | 0.133                            |
| 66    | فيتنام           | 1          | 91,679,733        | 0.109                            |
| 67    | الهند            | 10         | 1,342,960,000     | 0.072                            |
| 68    | بنغلاديش         | 1          | 166,701,000       | 0.064                            |
| 69    | الصين            | 8          | 1,396,970,000     | 0.058                            |
| 70    | نيجيريا          | 1          | 193,500,543       | 0.058                            |
| 71    | باكستان          | 1          | 203,383,000       | 0.055                            |
| 72    | البرازيل         | 1          | 211,449,000       | 0.050                            |
| 73    | العراق           | 1          | 42,714,000        | 0.234                            |

### الأكبر سناً والأصغر سناً
ريموند ديفيس هو حتى الآن الأكبر سناً من الحاصلين على جائزة نوبل، والذي حصل في عام 2002 عن جائزة نوبل في الفيزياء وهو في سن 88. وأصغر الحاصلين على جائزة نوبل هي الفتاة الباكستانية ملالا يوسف زي وهي في سن 17 عاما الناشطة في حقوق الإنسان وقد اشتهرت بتنديدها عبر تدويناتها بانتهاك حركة طالبان باكستان لحقوق الفتيات وحرمانهن من التعليم، وقد حصلت على جائزة نوبل للسلام للعام 2014 بالمشاركة مع الهندي كايلاش ساتيارثي. وهي تعد أصغر شخص يحصل على جائزة نوبل منذ إنشاءها.

### الحاصلون على أكثر من جائزة واحدة
وقد حصل أربعة أشخاص على اثنتين من جوائز نوبل. حيث حصلت ماري كوري على جائزة نوبل في الفيزياء في عام 1903 بالمشاركة مع زوجها بيير كوري لعملهما على النشاط الإشعاعي، وحصلت وحدها كذلك على جائزة نوبل في الكيمياء عام 1911 لعزل الراديوم النقي، مما يجعلها المرأة الوحيدة التي تفوز بجائزة نوبل مرتين، والشخص الوحيد الذي فاز بجائزة نوبل في مجالين مختلفين في مجالات العلوم. وفاز لينوس باولنغ بجائزة الكيمياء لعام 1954 لأبحاثه في الروابط الكيميائية وتطبيقها على هيكل من المواد المعقدة، كما فاز باولنغ على جائزة نوبل للسلام في عام 1962 لنشاطه ضد الأسلحة النووية، مما يجعل منه الفائز الوحيد في جائزتين دون مشاركة الجائزة مع أحد. وحصل جون باردين على جائزة نوبل في الفيزياء مرتين: الأولى في عام 1956 لاختراع الترانزستور، والثانية في عام 1972 لنظرية التوصيل. وتلقى فردريك سانغر الجائزة مرتين في الكيمياء: الأولى في عام 1958 لتحديد بنية جزيء الأنسولين، والثانية في عام 1980 لاختراعه طريقة لتحديد تسلسل قاعدة في الحمض النووي.
وقد حصلت منظمتين جائزة نوبل للسلام عدة مرات. فقد تلقت اللجنة الدولية للصليب الأحمر الجائزة ثلاث مرات: في عام 1917 و1944 لعملها خلال الحربين العالميتين. وفي عام 1963 بالتزامن مع الذكرى المئوية لتأسيسها، وفازت مفوضية الأمم المتحدة السامية لشؤون اللاجئين بجائزة نوبل للسلام مرتين في عامي 1954 و1981 وذلك لمساعدتها اللاجئين.

### حسب الديانة

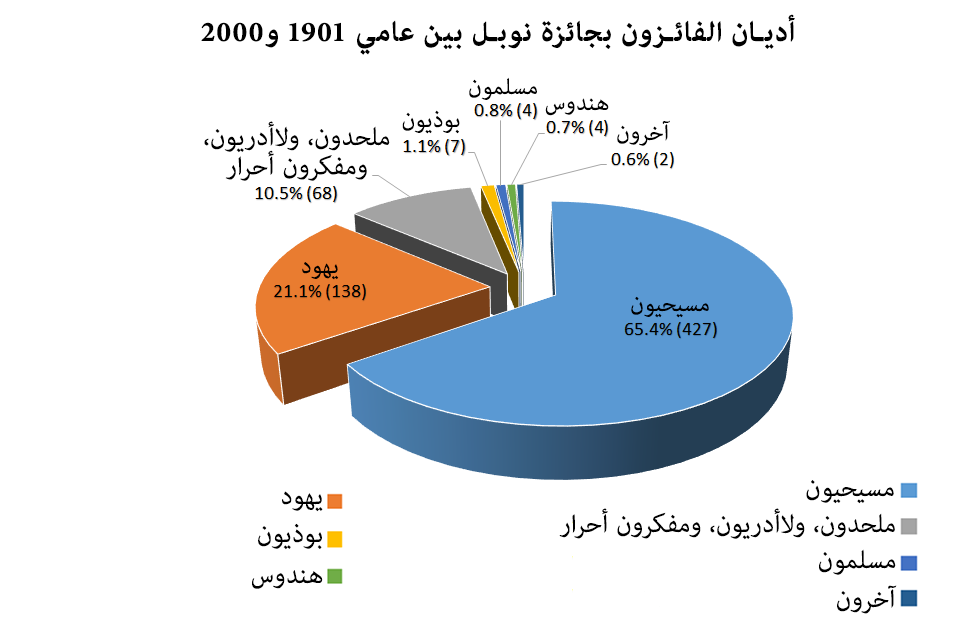
توزيع جوائز نوبل بِحسب الدين.

وجدت إحصائية كتاب ذكرى 100 عام لجائزة نوبل أنَّ حوالي 65.4% من الحاصلين على جائزة نوبل إلى الديانة المسيحية بطوائفها المتعددة (بين السنوات 1901-2000). ووجدت دراسة أخرى قامت بها جامعة نبراسكا- لينكون عام 1998 أنَ حوالي 60% من الحاصلين على جائزة نوبل في الفيزياء هم من خلفيَّة مسيحية (بين الأعوام 1901-1990). وفي حين أن فصل الكاثوليك عن البروتستانت بين المسيحيين كان أمر صعب في بعض الحالات، تشير المعلومات المتاحة إلى أن تمثيل البروتستانت كان أكثر في الفئات العلميَة في حين كان تمثيل الكاثوليك أكثر في فئة الأدب والسلام.
حوالي 10.5% من الحاصلين على جائزة نوبل كانوا من الملحدين واللا أدريين (بين الأعوام 1901-2000) في حين ترتفع النسبة إلى 35% من الحاصلين على جائزة نوبل في الأدب هم من اللادينيين والملحدين، وجدت دراسة أخرى قامت بها جامعة نبراسكا- لينكون عام 1998 أنَ حوالي 16% من الحاصلين على جائزة نوبل في الفيزياء هم من خلفيَّة لادينية (بين الأعوام 1901-1990)، في حين حصل اليهود على أكثر من 20% من جوائز نوبل (بين الأعوام 1901-2000). ووجدت دراسة أخرى قامت بها جامعة نبراسكا- لينكون عام 1998 أنَ حوالي 24% من الحاصلين على جائزة نوبل في الفيزياء هم من خلفيَّة يهودية (بين الأعوام 1901-1990)، وحصل إثنا عشر مسلمًا على جائزة نوبل (بين الأعوام 1901-2014) وحصل سبعة منهم على جائزة نوبل للسلام.
وفقاً لإحصائيات كتاب النخبة العلميّة: الحائزين على جائزة نوبل في الولايات المتحدة من قبل الباحثة هارييت زوكرمان، وفي مراجعة للحائزين على جائزة نوبل من الولايات المتحدة، والتي تم منحها في الفترة ما بين عام 1901 وعام 1972، كان 72% من الأمريكيين الحائزين على جائزة نوبل من البروتستانت خصوصاً من المذهب الأسقفي والمشيخي واللوثري، وحوالي 27% من الأمريكيين الحائزين على جائزة نوبل من اليهود.

### النساء وجائزة نوبل

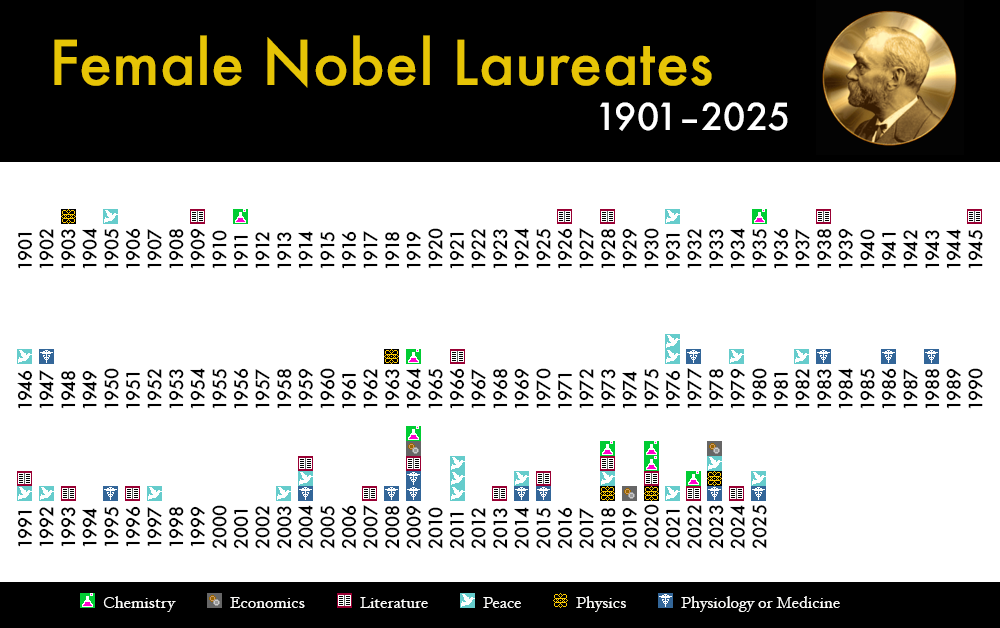
جميع جوائز نوبل التي فازت بها النساء حتى عام 2021.

حتى عام 2015، مُنِحَت الجائزة إلى 822 رجلًا و48 امرأة و26 منظمة. فازت 16 امرأة بجائزة نوبل للسلام و14 في مجال الأدب و12 في مجال الطب أو علم وظائف الأعضاء و4 في مجال الكيمياء واثنتان في مجال الفيزياء وفازت واحدة وهي إلينور أوستروم بجائزة نوبل التذكارية في العلوم الاقتصادية. وكانت ماري كوري هي أول امرأة تفوز بجائزة نوبل، وحصلت عليها في مجال الفيزياء عام 1903 مشاركة مع زوجها بيار كوري وهنري بيكريل. وتعتبر ماري أيضًا المرأة الوحيدة التي تفوز بالجائزة مرتين، حيث فازت أيضًا بجائزة نوبل للكيمياء عام 1911. وبفوز إيرين جوليو-كوري -ابنة ماري كوري- بجائزة نوبل في الكيمياء عام 1935، جعلهما ذلك أول ثنائي من أمٍ وابنتها يفوز بالجائزة. أما عن أكثر عامٍ شهد فوز النساء بجوائز نوبل فكان عام 2009، حينها توجت خمسة نساء بالجوائز. وآخر النساء فوزًا بالجوائز هم دونا ستريكلاند وفرانسيس أرنولد ونادية مراد (2018).

## التوزع حسب المنطقة

### أوروبا
تحصّل الأوروبيون القاطنون في 28 دولة في الاتحاد الأوروبي على 462 جائزة نوبل في مختلف التصنيفات. تأتي المملكة المتحدة في مقدمة الدول الأوروبية المحصلة على جائزة نوبل مع 123 جائزة، تليها ألمانيا مع 105 جائزة، وفرنسا 61 جائزة، وسويسرا 25 جائزة وروسيا 23 جائزة. كما وتحتل ألمانيا المرتبة الأولى في أوروبا من حيث عدد براءات الاختراع المسجلة. يُذكر أيضًا أنّ خمسة دول أوروبيّة تتربع قائمة أكثر عشرة دول العالم تطورًّا في مجال التكنولوجيا والتقنية العالية.

### شرق آسيا
حظيت منطقة شرق آسيا بعدد كبير من الفائزين بجائزة نوبل وكان لليابان حصة الأسد منها فبلغ عدد اليابانيين الحاصلين على جائزة نوبل 26 شخص منذ عام 1949، ففي مجال الفيزياء فاز أحد عشر عالماً، وسبعة كيميائيين وثلاثة في الأدب، وأربعة في مجال الطب أو علم وظائف الأعضاء حيث كان العالم سوسومو تونيغاوا أول آسيوي وياباني ينال جائزة نوبل في الطب أو علم وظائف الأعضاء عام 1987 عن اكتشافه للآلية الجينية المُنتِجة لتنوع الأجسام المضادة، كما حصل باحث الخلايا الجزعية الياباني شينيا ياماناكا على الجائزة من نفس الفئة بالتشارك عام 2012. والعالم ساتوشي أومورا بالتشارك عام 2015، ويوشينوري أوسومي وحده عام 2016، وواحد في السلام. أما كوريا الجنوبية فنال منها مواطن واحد جائزة نوبل وهو الرئيس كم داي جنغ بفئة السلام عام 2000، لجهوده في إحلال السلام مع النظام الديكتاتوري لكوريا الشمالية بانتهاجهة لسياسة «الشمس المشرقة». في حين لم يفوز من الصين سوى ثمانية أفراد بالجائزة منهم خمسة مواطنون وثلاثة من أصول صينية وتوزعوا أربعة بالفيزياء وواحد بالأدب وواحدة بالطب أو علم وظائف الأعضاء وواحد بالسلام. وفاز عالم الكيمياء يوان تسي لي من تايوان بجائزة نوبل في الكيمياء لسنة 1986 بالتشارك، وهو التايواني الوحيد الذي يفوز بالجائزة من أي فئة.

### الشرق الأوسط
منطقة الشرق الأوسط وشمال أفريقيا بغالبيتها هي من أقل المناطق التي فاز مواطنوها بجائزة نوبل، فقد فاز سبعة عرب بالجائزة ومنهم امرأة واحدة فقط، حيث حازت مصر على النصيب الأكبر من جوائز نوبل في المنطقة العربية ومنهم الرئيس المصري محمد أنور السادات بعد توقيعه لاتفاقية كامب ديفيد وقد حصل السادات على الجائزة بالتشارك سنة 1978. حاز على جائزة نوبل للسلام أيضاً الرئيس الفلسطيني ياسر عرفات بعد اتفاق أوسلو عام 1994، ومحمد البرادعي الرئيس السابق للهيئة الدولية للطاقة الذرية الفائز بجائزة نوبل للسلام. وقد حازت اليمن بجائزة واحدة نوبل للسلام وهي أول جائزة لامرأة عربية للناشطة توكل كرمان سنة 2011.
كما حصل العالم الكيميائي المصري-الأمريكي أحمد زويل على جائزة نوبل في الكيمياء دون الاشتراك مع أحد عن عمله الريادي في مجال كيمياء الفيمتو، وهو أول مصري وعربي ينال جائزة نوبل في مجال علمي والوحيد حتى الآن، بينما حاز الروائي نجيب محفوظ على جائزة نوبل في الأدب.
ومن الأشخاص ذوي الأصول العربية، حصل كل من بيتر مدور على جائزة نوبل في الطب وإلياس جيمس خوري على جائزة نوبل في الكيمياء، وهما من أصول لبنانية.
بالنسبة للصحفية اليمنية توكل كرمان فقد حصلت على الجائزة وهي في سن 32 عاماً حيث تعد أصغر النساء اللواتي حصلن على جائزة نوبل بعد الباكستانية ملالا يوسف زي ذات 17 سنة، وقد حصلت على جائزة نوبل للسلام للعام 2011 بالمشاركة مع سيدتين من ليبيريا. وقد تبرعت السيدة اليمنية توكل كرمان بالجائزة النقدية للخزينة العامة للشعب اليمني لأنه بحسب قولها هو من يستحق الجائزة لما قدمه من نضال حضاري وثورة سلمية خرج فيها الشعب بكل مكوناته للشوارع والساحات سعياً لإسقاط النظام اليمني.
أما تركيا ففاز منها الروائي أورخان باموق بجائزة نوبل في الأدب عام 2006، وفاز عالم الكيماء الحيوية الأمريكي من أصول تركية عزيز سانجار على جائزة نوبل بالكيمياء بالتشارك عن إسهاماته البحثية في مجال ترميم الـDNA، بينما حازت إسرائيل على حصة الأسد على مستوى المنطقة حيث حصل 12 مواطن إسرائيلي منذ عام 1966 وتوزعت على جائزة نوبل واحدة في الأدب تقاسمها الكاتب شموئيل يوسف عجنون مع كاتب آخر، وجائزة نوبل للسلام فنالها رئيس الوزراء مناحم بيجن عام 1978، وحصل كل من شمعون بيريز وإسحاق رابين على جائزة نوبل للسلام بالتشارك عام 1994 بعد التوقيع على اتفاق أوسلو. ونال في مجال الكيمياء ستة علماء إسرائيليين جائزة نوبل في الكيمياء وهم أفرام هيرشكو وأهارون تشيخانوفير عام 2004 بالتقسام مع عالم ثالث آخر، وعالمة البلورات عادا يونات جائزة نوبل في الكيمياء بالتشارك مع عالميّن اثنين عام 2009 عن الأبحاث التي أجرتها في دراسة بنية ووظيفة الريبوسومات وهي أول امرأة إسرائيلية تفوز بجائزة نوبل، كما أصبحت أول امرأة شرق أوسطية تفوز بجائزة نوبل في مجال علمي، ودانيال شيختمان عام 2011 الذي يعود له الفضل في اكتشاف الطور عشريني الأوجه وهو ما فتح مجال أشباه البلورات للعلماء، وعالم الكيميائي الحيوي الأمريكي ذو الأصول الإسرائيلية أريه وارشيل وعالم الكيمياء الإسرائيلي ذوي الأصول البريطانية الأمريكية مايكل لويت بالتشارك مع عالم ثالث آخر عام 2013 عن عمله في تطوير النماذج متعددة القياسات للنظم الكيميائية المعقدة، وفاز دانيال كانمان بجائزة نوبل في مجال العلوم الاقتصادية بالتشارك عام 2002 عن عمله على نظرية الأحداث المرتقبة (prospect theory)، وعالم الرياضيات روبرت أومان عام 2005 بالتشارك عن عمله في دراسة مناهج التعاون والصراع في من وجهة نظر تحليلي في مجال نظرية الألعاب. وبالنسبة لإيران فحصلت القاضية والمحامية شيرين عبادي على جائزة نوبل بالسلام عام 2003 لجهودها في مجالِ الديموقراطية وحقوق الإنسان، ولا سيما الأطفال والنساء واللاجئين، لتصبحَ الإيرانية الأوّلى والوحيدة الحاصلة على الجائزة. وفي العراق عام 2018، حصلت نادية مراد على جائزة نوبل للسلام لكي تصبح أول عراقية تحصل على جائزة نوبل للسلام.

### أفريقيا
حصد الأفارقة من شتى بلدان القارة على خمس جوائز فقط من ست مجالات مختلفة لجائزة نوبل: السلام، الفيزياء، علم وظائف الأعضاء أو الطب والأدب والكيمياء. أول فائز أفريقي أسود كان، ألبرت جون لوتولي، ولقد حصل على جائزة نوبل للسلام في عام 1960، وأول أفريقي أبيض حصل على جائزة نوبل في الطب أو علم وظائف الأعضاء في عام 1951 كان عالم الفيروسات الجنوب أفريقي ماكس تيلر لاكتشافه لقاح الحمى الصفراء، حصل الشاعر والكاتب المسرحي النيجيري وولي سوينكا على جائزة نوبل للأدب عام 1986، ليصبح بذلك أول أفريقي يفوز بحائزة نوبل عن هذه الفئة، وهو أول نيجيري يفوز بجائزة نوبل على الإطلاق. حصلت الكاتبة والناشطة السياسية الجنوب أفريقية نادين غورديمير على جائزة نوبل للأدب عام 1991 عن نتاجها الأدبي المناهض للعنصرية والتمييز ونظام الأبارتيد وهي أول أفريقية بيضاء تفوز بجائزة نوبل، وفازت الناشطة الكينية وانجاري ماثاي بجائزة نوبل للسلام عام 2004 بسبب إسهاماتها من أجل التنمية المستدامة والديموقراطية والسلام، ما يجعلها أول امرأة أفريقية تفوز بجائزة نوبل للسلام. وتم منح كلا من الليبيرياتان إلين جونسون سيرليف وليما غبوي، جائزة نوبل في السلام بالتشارك عام 2011.
أشهر فائز بجائزة نوبل للسلام من الأفارقة كان نيلسون مانديلا (1918 - 2013) وهو أول رئيس منتخب ديمقراطيا في جنوب أفريقيا، ولقد لعب دورا رئيسيا في إلغاء قوانين الفصل العنصري. ولقد حصل على جائزة نوبل للسلام عام 1993 مع الرئيس فريديريك ويليم دي كليرك.

### الكتب
- Abrams، Irwin (2001). The Nobel Peace Prize and the Laureates. Watson Publishing International. ISBN:978-0-88135-388-4. مؤرشف من الأصل في 2022-04-07.
- Crawford، Elizabeth T. (1984). The Beginnings of the Nobel Institution – The Science Prizes, 1901–1915 (ط. First). Maison des Sciences de l'Homme & مطبعة جامعة كامبريدج. ISBN:978-0-521-26584-3. مؤرشف من الأصل في 2022-03-13.
- Feldman، Burton (2001). The Nobel prize: a history of genius, controversy, and prestige. Arcade Publishing. ISBN:978-1-55970-592-9. مؤرشف من الأصل في 2022-04-07.
- Gribbin، John (1985). In Search of Schrödinger's Cat: Quantum Physics and Reality. Corgi. ISBN:978-0-552-12555-0.
- Jones، Brenn (2003). Learning about love from the life of Mother Teresa. PowerKids Press. ISBN:978-0-8239-5777-4. مؤرشف من الأصل في 2022-04-07.
- Levinovitz، Agneta Wallin (2001). Nils Ringertz (المحرر). The Nobel Prize: The First 100 Years. Imperial College Press and World Scientific Publishing  [لغات أخرى]‏. ISBN:978-981-02-4664-8. مؤرشف من الأصل في 2022-11-07.{{استشهاد بكتاب}}:  صيانة الاستشهاد: علامات ترقيم زائدة (link)
- Leroy، Francis (2003). A century of Nobel Prizes recipients: chemistry, physics, and medicine. CRC Press. ISBN:978-0-8247-0876-4. مؤرشف من الأصل في 2023-01-23.
- Shalev، Baruch Aba (2005). 100 years of Nobel prizes (ط. Third). The Americas Group. ISBN:978-0-935047-37-0. مؤرشف من الأصل في 2022-03-13.
- Sohlman، Ragnar (1983). The Legacy of Alfred Nobel – The Story Behind the Nobel Prizes. The Nobel Foundation.
- Söderlind، Ulrica (2010). The Nobel Banquet. World Scientific Publishing. DOI:10.1142/7789. ISBN:978-981-4313-11-7.
- Wilhelm، Peter (1983). The Nobel Prize. Springwood Books. ISBN:978-0-86254-111-8. مؤرشف من الأصل في 2022-08-04.

## وصلات خارجية
- جائزة نوبل على موقع IMDb (الإنجليزية)
- جائزة نوبل على موقع الموسوعة البريطانية (الإنجليزية)
- لجان جائزة نوبل التابعة للأكاديمية الملكية السويدية للعلوم (بالسويدية)
- مؤسسة نوبل (بالإنجليزية)
- لجان جائزة نوبل النرويجية الموقع الرسمي لجائزة نوبل للسلام (بالنرويجية)